# Eupithecia wettsteini
Eupithecia wettsteini là một loài bướm đêm trong họ Geometridae.